# Crook Beck (Yewdale Beck)
Der Crook Beck ist ein Fluss im Lake District der englischen Grafschaft Cumbria. Der Crook Beck entsteht südöstlich des Wetherlam. Er hat mehrere kleinere Zuflüsse, von denen nur der wenig östlich von ihm entstehende Little Crook Beck und dessen Zufluss der Brackney Crag Beck benannt sind. Der Crook Beck durchfließt einen kleinen unbenannten See und fließt dann in nördlicher Richtung bis zu seiner Mündung in den Yewdale Beck.